# Parafia św. Stanisława w Jawornicy
Parafia św. Stanisława Biskupa i Męczennika – rzymskokatolicka parafia znajdująca się w Jawornicy. Parafia należy do diecezji gliwickiej i dekanatu Lubliniec.

## Duszpasterze parafii
- ks. Paweł Miś budowniczy kościoła (do 1981)
- ks. Jan Cichowski administrator (1980-12-01 – 1981-01-21)
- ks. Jan Cichowski proboszcz (1981-01-22 – 2005-08-15)
- ks. Janusz Lasek proboszcz (2005-09-01 – nadal)

## Terytorium parafii
- Jawornica: Cegielniana, Główna, Kolonijna, Leśna, Polna, Szkolna, Wiejska, Zielona
- Lubliniec: Brzozowa, Bukowa, Chłopska, Cisowa, Częstochowska od 82 i od 91, Jaworowa, Jesionowa, Jodłowa, Klonowa, Kochcicka, Misia, Podmiejska (do rzeki), Słoneczna.

## Kaplice
- w Domu Opieki Społecznej w Lublińcu (ul. Kochcicka 14)